# Gli Specchio
Gli Specchio sono un gruppo comico di cabaret italiano, formato da Francesco Bettini, detto "Baccello", Paolo Rossi, detto "Barba", e Claudio Ciurlante, detto "Acciuga", tutti provenienti da Pisa.

## Gli inizi
Le prime apparizioni televisive degli Specchio sono state nei programmi Ciao gente (1984, condotto da Corrado) e Buona Domenica, entrambi su Canale 5. Ma la loro notorietà comincia due anni dopo grazie all'incontro con il regista Antonello Falqui con il quale realizzano quelli che saranno gli ultimi due programmi firmati dal regista: Un altro varietà (1986), dove lanciano il tormentone "Scusi, me lo fa rivedere?", e l'omonima canzone messa a sigla di chiusura dello show, e Cinema, che follia! (1988). Dello stesso periodo sono anche alcuni spettacoli teatrali: Scusi me lo fa rivedere (rappresentato al Teatro Belli di Roma e successivamente in Costa Rica all'interno del Festival Internazionale di Clownerie) e Okkos'è prodotto dal Teatro Variety di Firenze. In seguito lavorano ad altri programmi fra cui Ricomincio da due (1990-1991), condotto da Raffaella Carrà sulla Rai, e Tutti i frutti (1991), in onda sulla spagnola Telecinco. A Canale 5 approdano nel 1992, partecipando a Sabato al circo, condotto da Gerry Scotti e Massimo Boldi.
Lavorano poi nella trasmissione Vernice fresca condotta da Carlo Conti, su Cinquestelle. Nel 1993 il Dipartimento Scuola Educazione della Rai li scrittura per il programma Caramella del quale gli Specchio sono autori e, ancora una volta, eseguono le sigle musicali; il programma vince il premio "Umbria Fiction" per la TV dei ragazzi.
Un altro fortunato programma realizzato dal trio sarà lo Skazzaoke (1994), in onda su Italia 9 Network, con il nome di Skazzaoke Dance, trasmesso anche più volte al giorno, data la sua breve durata. Lo show mostra alcune esibizioni del trio intento a suonare e cantare, rigorosamente in playback, alcuni brani tra i più famosi del periodo, ma con il testo modificato.
Da questa idea nasce un varietà di buon successo, itinerante in varie discoteche toscane e trasmesso in differita dalle reti private regionali, che si protrae per il biennio 1996-1997, prima come Skazzaoke Supersciò ed infine come Pazzo Carrabile, dove gli Specchio, nelle vesti di conduttori, presentano giovani cabarettisti, riservandosi alcuni classici sketch del loro repertorio e l'esecuzione dello Skazzaoke, che veniva eseguito dal vivo su testo inviato di volta in volta dai telespettatori.
Al tempo stesso hanno continuato a collaborare con la Rai, seppur in misura minore, partecipando a programmi per ragazzi tra i quali Go Cart, Solletico e, in qualità di autori, al più recente Trebisonda.
Nel 2009 mettono in scena lo spettacolo Non c'è 3, senza 2: il titolo è un riferimento all'addio dato al gruppo da parte di Paolo Rossi, che ha abbandonato l'attività di comico per dedicarsi alla ristorazione.
Il loro surreale look è caratterizzato da abiti molto colorati; una particolarità dei loro sketch era il parlato: anziché registrare le voci in presa diretta, ogni personaggio doppiava se stesso utilizzando un particolare registro vocale: il più magro (Acciuga) utilizzava una voce molto acuta, mentre il personaggio più corpulento (Il Barba) parlava con una voce molto possente. Anche se il labiale dei personaggi corrispondeva effettivamente alle parole che venivano sovrapposte, l'uso del doppiaggio creava un lieve effetto di fuori sincrono, che aumentava l'effetto surreale delle scenette; alle voci venivano poi anche aggiunti degli effetti sonori tipici dei cartoon.

## I tormentoni
Gli sketch del trio si basavano principalmente su un unico canovaccio. Per un motivo o per l'altro, durante un lavoro collettivo dei tre, questi iniziavano a litigare. Al termine del diverbio Barba, il personaggio più corpulento e dall'aspetto più burbero, prendeva il mingherlino Acciuga e iniziava a strozzarlo, muovendone esageratamente in avanti e indietro il busto per tre volte, mentre questo emetteva un gemito. Dopodiché Baccello, l'ingenuo del gruppo, si avvicinava e chiedeva "Scusi, me lo fa rivedere?", e a quel punto la scena dello strangolamento si ripeteva tale e quale, sempre tre volte e sempre con lo stesso verso; il conseguente "Grazie!" detto da Baccello sanciva la fine dello sketch. Un altro spesso ripetuto sketch è quello in cui Baccello portava in scena un oggetto strano e dall'apparente inutilità, Barba strabuzzava gli occhi esclamando "o cos'è, o cos'è!" e Baccello rispondeva allegramente "Non lo so, l'ho comprato alla Upim!". Gli schiaffoni che spesso e volentieri Barba rifilava a Baccello, venivano da questo sottolineati dalla frase in vernacolo toscano: "Ahia, come frizza!" ("Ahia, come brucia!").

## Premi vinti
- Premio "PEGASO" per il Miglior Programma Televisivo Autoprodotto (Lo Skazzaoke)
- Premio "PEGASO" per Personaggi Televisivi dell'Anno